# Hạ (họ)
Hạ (chữ Hán: 賀/贺 hoặc 夏) là họ của người Trung Quốc, Việt Nam và Triều Tiên (Hangul: 하, Hanja: 夏, Romaja quốc ngữ: Ha). Họ Hạ 賀 xếp thứ 70 trong "Bách gia tính". Tuy nhiên, trong xếp hạng năm 2006 của Trung Quốc đại lục thì họ Hạ này chỉ đứng thứ 85 về độ phổ biến trong khi họ Hạ 夏 đứng thứ 64. Nghĩa của hai từ Hạ này là khác nhau.
Họ Hạ thứ nhất theo giải nghĩa trong Hán Việt Thiều Chữu là chúc mừng, đưa đồ mừng, gia thêm, vác.
Trong khi đó, nghĩa của từ hạ thứ hai là mùa hè hay một số nghĩa khác liên quan tới nhà Hạ. Họ này có mối liên quan với các họ: Tự (姒), Kỷ (己) và Hạ Hầu.
Tại Việt Nam, họ Hạ xuất hiện tại Làng Phú Lễ Phường Đông Lễ TP Đông Hà Tỉnh Quảng Trị.

## Một số nhân vật

### Việt Nam
- Hạ Bá Cang tức là Hoàng Quốc Việt (1905-1992): nhà hoạt động chính trị Việt Nam
- Trang Hạ (tên thật Hạ Trịnh Minh Trang): nhà văn Việt Nam
- Hạ Bá Đoàn: nhà văn Việt Nam
- Hạ Quang Quới: thương nhân người Việt gốc Hoa nổi tiếng giàu có ở Thủ Dầu Một và Sài Gòn - Gia Định cuối thế kỷ 18.

### Trung Quốc
- Các nhân vật mang họ Hạ (賀/贺):
  - Hạ Tri Chương: Nhà thơ thời Đường
  - Hạ Long: Một trong 10 đại nguyên soái của Cộng hòa Nhân dân Trung Hoa
  - Hạ Tử Trân, vợ thứ ba của Mao Trạch Đông
- Các nhân vật mang họ Hạ (夏/贺):
  - Hạ Nguyên Cát, đại thần nhà Minh
  - Hạ Lệnh Chấn, diễn viên Hồng Kông
  - Hạ Tĩnh Đình, diễn viên Đài Loan
  - Hạ Chi Quang , Ca sĩ nhóm nhạc R1SE
  - Hạ Tuấn Lâm, ca sĩ, diễn viên, thành viên nhóm nhạc Thời Đại Thiếu Niên Đoàn
  - Hạ Quốc Cường (1943), nguyên Tỉnh trưởng Chính phủ Nhân dân tỉnh Phúc Kiến, Bí thư Thành ủy thành phố Trùng Khánh, Ủy viên Ban Thường vụ Bộ Chính trị Đảng Cộng sản Trung Quốc, Bí thư Ủy ban Kiểm tra Kỷ luật Trung ương Đảng Cộng sản Trung Quốc, Lãnh đạo Quốc gia Trung Quốc.